# Social commerce
Il Social Commerce è l'evoluzione in senso web 2.0 del commercio online (commercio elettronico), che consente una maggiore interattività e partecipazione da parte dei clienti, attraverso blog, sistemi wiki e condivisione di articoli scritti dai membri delle comunità virtuali. In altri termini, il social commerce è l'uso dei social network nell'ambito delle transazioni online.
Questa nuova modalità di commercio elettronico abbraccia in pieno la tesi che caratterizza il cosiddetto Cluetrain manifesto: "i mercati sono conversazioni".
Grandi aziende di commercio elettronico come eBay già da anni stanno sviluppando dei sistemi che consentano ai membri della propria comunità di dialogare reciprocamente. eBay stessa, acquistando nel 2005 il sistema di telefonia via internet Skype, ed inglobandolo all'interno della propria piattaforma, ha dimostrato della notevole importanza della dimensione sociale all'interno della propria comunità di utenti. In seguito tutti i principali social network hanno in qualche modo implementato funzionalità assimilabili al concetto di social commerce.
Caratteristica peculiare del social commerce è quella che le aziende mettono a disposizione degli utenti gli strumenti per poter creare il proprio business in modo semplice: un esempio è Spreadshirt, che mette a disposizione dei propri utenti l'infrastruttura necessaria per creare un negozio elettronico con un assortimento personalizzato.
Il social commerce capovolge il paradigma secondo il quale sono le aziende a proporre i propri prodotti ai clienti, lasciando che siano gli utenti a fare proposte.